# Era japonesa
Les  eres del Japó  són la manera japonesa de dividir el temps en unitats comunament enteses. Les eres del Japó són una característica important de la història japonesa i una demostració de la seva cultura.
El calendari japonès per eres identifica un any per la combinació del nom japonès de l'era (年号, el  neng , literalment, nom de l'any) i el número de l'any dins de l'era.
Per exemple, l'any 2006 és Heisei 18, i el 2007 és Heisei 19. Com altres sistemes similars a l'Àsia de l'est, el sistema d'eres venia originalment de la pràctica imperial xinesa, encara que és independent dels calendaris xinès i coreà. A diferència d'altres sistemes similars, el nom japonès de l'era se segueix utilitzant. Les oficines governamentals requereixen generalment el nom de l'era i l'any per als papers oficials. De vegades el nom de l'era s'expressa amb la primera lletra del nom romanitzat. Per exemple, S55 vol dir Showa 55. Amb 64 anys, Showa és l'era més llarga fins ara.

## Llista dels noms japonesos de les eres
Per convertir un any japonès a un any occidental s'ha de trobar el primer any del Nengō (el nom de l'era, segons la llista). Després se li resta 1, i s'afegeix el número de l'any japonès. Per exemple, el 23è any de l'era Showa (Showa 23) seria 1948:
Exemple: 1926 - 1 = 1925..., i llavors 1925 + 23 = 1948. .. o Showa 23.
| Taula de conversió: Calendari gregorià/nengō | Taula de conversió: Calendari gregorià/nengō                                        | Taula de conversió: Calendari gregorià/nengō | Taula de conversió: Calendari gregorià/nengō                                             |  |
| Any                                          | Kanji                                                                               | Romanització                                 | Notes                                                                                    |  |
| Període Asuka (538-710)                      | Període Asuka (538-710)                                                             | Període Asuka (538-710)                      | Període Asuka (538-710)                                                                  |  |
| -------------------------------------------- | ----------------------------------------------------------------------------------- | -------------------------------------------- | ---------------------------------------------------------------------------------------- |  |
| 645                                          | 大化                                                                                | Taika                                        | Emperador Kōtoku, 645-654.                                                               |  |
| 650                                          | 白雉                                                                                | Hakuchi                                      |                                                                                          |  |
| 654                                          | El nomenament de les eres va ser eliminat temporalment entre 654-686                |                                              |                                                                                          |  |
| 686                                          | 朱鳥                                                                                | Shuchō                                       | també Such, Akamitori o Akamidori; emperador Tenmu, 672-686.                             |  |
| 686                                          | El nomenament de les eres va ser eliminat temporalment entre 686-701                |                                              |                                                                                          |  |
| 701                                          | 大宝                                                                                | Taihō                                        | també Daihō; Mommu, 697-707.                                                             |  |
| 704                                          | 慶雲                                                                                | Keiun                                        | també Kyōun; Emperadriu Genmei, 707-715.                                                 |  |
| 708                                          | 和銅                                                                                | Wadō                                         |                                                                                          |  |
| Període Nara (710-794)                       |                                                                                     |                                              |                                                                                          |  |
| 715                                          | 霊亀                                                                                | Reiki                                        | Emperadriu Genshō, 715-724.                                                              |  |
| 717                                          | 养老                                                                                | Yōrō                                         |                                                                                          |  |
| 724                                          | 神亀                                                                                | Jinki                                        | també Shinki; emperador Shōmu, 724-749.                                                  |  |
| 729                                          | 天平                                                                                | Tenpyō                                       | també Tenby or Tenhei                                                                    |  |
| 749                                          | 天平感宝                                                                            | Tenpyō-kanpō                                 | també Tenby-kanpō                                                                        |  |
| 749                                          | 天平勝宝                                                                            | Tenpyō-shōhō                                 | també Tenby-Shobe o Tenpei-shōhō; Emperadriu koken, 749-758.                             |  |
| 757                                          | 天平宝字                                                                            | Tenpyō-hōji                                  | també Tenby-hōji or Tenpei-hōji; emperador Junnin, 758-764; Emperadriu Shōtoku, 764-770. |  |
| 765                                          | 天平神護                                                                            | Tenpyō-Jingo                                 | també Tenby-Jingo or Tenhei-Jingo                                                        |  |
| 767                                          | 神護景雲                                                                            | Jingo-keiun                                  |                                                                                          |  |
| 770                                          | 宝亀                                                                                | Hōki                                         | Emperador Konin, 770-781.                                                                |  |
| 781                                          | 天応                                                                                | Ten'ō                                        | Emperador Kammu, 781-806.                                                                |  |
| 782                                          | 延暦                                                                                | Enryaku                                      |                                                                                          |  |
| Període Heian (794-1192)                     |                                                                                     |                                              |                                                                                          |  |
| 806                                          | 大同                                                                                | Daidō                                        | Emperador Heizei, 806-809; Emperador Saga, 809-823.                                      |  |
| 810                                          | 弘仁                                                                                | Kōnin                                        | Emperador Junne, 823-833.                                                                |  |
| 824                                          | 天長                                                                                | Tenchō                                       | Emperador Ninmyō, 833-850.                                                               |  |
| 834                                          | 承和                                                                                | Jōwa                                         | també Shôwa o Sowa                                                                       |  |
| 848                                          | 嘉祥                                                                                | Kashō                                        | també Kajō; emperador Montoku, 850-858.                                                  |  |
| 851                                          | 仁寿                                                                                | Ninju                                        |                                                                                          |  |
| 854                                          | 斉衡                                                                                | Saikō                                        |                                                                                          |  |
| 857                                          | 天安                                                                                | Ten'an                                       | també Tennan; emperador Seiwa, 858-876.                                                  |  |
| 859                                          | 貞観                                                                                | Jōgan                                        | Emperador Yōzei, 876-884.                                                                |  |
| 877                                          | 元慶                                                                                | Gangyō                                       | també Gankyō o Genkei; emperador Koko, 884-887.                                          |  |
| 885                                          | 仁和                                                                                | Ninna                                        | també Ninwa; Emperador Uda, 887-897.                                                     |  |
| 889                                          | 寛平                                                                                | Kanpyō                                       | també Kanpei o Kanbyō o Kanbei o Kanhei; Emperador Daigo, 887-930.                       |  |
| 898                                          | 昌泰                                                                                | Shōtai                                       |                                                                                          |  |
| 901                                          | 延喜                                                                                | Engi                                         |                                                                                          |  |
| 923                                          | 延長                                                                                | Enchō                                        | Emperador Suzaku, 930-946.                                                               |  |
| 931                                          | 承平                                                                                | Jōhei                                        | també Shohei                                                                             |  |
| 938                                          | 天慶                                                                                | Tengyō                                       | també Tenkei o Tenkyō; emperador Murakami, 946-967.                                      |  |
| 947                                          | 天暦                                                                                | Tenryaku                                     | també Tenreki                                                                            |  |
| 957                                          | 天徳                                                                                | Tentoku                                      |                                                                                          |  |
| 961                                          | 応和                                                                                | Ōwa                                          |                                                                                          |  |
| 964                                          | 康保                                                                                | Kōhō                                         | Emperador Reizei, 967-969.                                                               |  |
| 968                                          | 安和                                                                                | Anna                                         | també Anwa; emperador En'yū, 969-984.                                                    |  |
| 970                                          | 天禄                                                                                | Tenroku                                      |                                                                                          |  |
| 973                                          | 天延                                                                                | Ten'en                                       |                                                                                          |  |
| 976                                          | 貞元                                                                                | Jōgen                                        | també Teigen                                                                             |  |
| 978                                          | 天元                                                                                | Tengen                                       |                                                                                          |  |
| 983                                          | 永観                                                                                | Eikan                                        | també Yōkan; Emperador Kazan, 984-986.                                                   |  |
| 985                                          | 寛和                                                                                | Kanna                                        | també Kanwa; emperador Ichijo, 986-1011.                                                 |  |
| 987                                          | 永延                                                                                | Eien                                         | també Yōen                                                                               |  |
| 988                                          | 永祚                                                                                | Eiso                                         | també Yōso                                                                               |  |
| 990                                          | 正暦                                                                                | Shōryaku                                     | també Jōryaku o Shōreki                                                                  |  |
| 995                                          | 長徳                                                                                | Chōtoku                                      |                                                                                          |  |
| 999                                          | 長保                                                                                | Chōhō                                        |                                                                                          |  |
| 1004                                         | 寛弘                                                                                | Kankō                                        | Emperador Sanjō, 1011-1016.                                                              |  |
| 1012                                         | 長和                                                                                | Chōwa                                        | Emperador Go-Ichijo, 1016-1036.                                                          |  |
| 1017                                         | 寛仁                                                                                | Kannin                                       |                                                                                          |  |
| 1021                                         | 治安                                                                                | Jian                                         | també Chian                                                                              |  |
| 1024                                         | 万寿                                                                                | Manju                                        |                                                                                          |  |
| 1028                                         | 長元                                                                                | Chōgen                                       | Emperador Go-Suzaku, 1036-1045.                                                          |  |
| 1037                                         | 長暦                                                                                | Chōryaku                                     | també Chōreki                                                                            |  |
| 1040                                         | 長久                                                                                | Chōkyū                                       |                                                                                          |  |
| 1044                                         | 寛徳                                                                                | Kantoku                                      | Emperador Go-Reizei, 1045-1068.                                                          |  |
| 1046                                         | 永承                                                                                | Eishō                                        | també Eijo o Yōjō                                                                        |  |
| 1053                                         | 天喜                                                                                | Tengi                                        | també Tenki                                                                              |  |
| 1058                                         | 康平                                                                                | Kōhei                                        |                                                                                          |  |
| 1065                                         | 治暦                                                                                | Jiryaku                                      | també Chiryaku                                                                           |  |
| 1069                                         | 延久                                                                                | Enkyū                                        | Emperador Go-Sanjō, 1068-1073.                                                           |  |
| 1074                                         | 承保                                                                                | Jōhō                                         | també Shōhō o Shōho; emperador Shirakawa, 1073-1086.                                     |  |
| 1077                                         | 承暦                                                                                | Jōryaku                                      | també Shōryaku o Shōreki                                                                 |  |
| 1081                                         | 永保                                                                                | Eihō                                         | també Yoho                                                                               |  |
| 1084                                         | 応徳                                                                                | Ōtoku                                        |                                                                                          |  |
| 1087                                         | 寛治                                                                                | Kanji                                        | Emperador Horikawa, 1087-1107.                                                           |  |
| 1094                                         | 嘉 保                                                                               | Kaho                                         |                                                                                          |  |
| 1096                                         | 永 长                                                                               | Eich                                         | també Yōchō                                                                              |  |
| 1097                                         | 承 徳                                                                               | Jōtoku                                       | també Shōtoku                                                                            |  |
| 1099                                         | 康 和                                                                               | kowa                                         |                                                                                          |  |
| 1104                                         | 长治                                                                                | Chōji                                        |                                                                                          |  |
| 1106                                         | 嘉承                                                                                | Kajō                                         | també Kash o kaso; Emperador Toba, 1107-1123.                                            |  |
| 1108                                         | 天 仁                                                                               | Tennin                                       |                                                                                          |  |
| 1110                                         | 天 永                                                                               | Ten'ei                                       | també Ten'yō                                                                             |  |
| 1113                                         | 永久                                                                                | Eikyū                                        | també Yōkyū                                                                              |  |
| 1118                                         | 元 永                                                                               | Gen'ei                                       |                                                                                          |  |
| 1120                                         | 保安                                                                                | Hoan                                         | Emperador Sutoku, 1123-1142.                                                             |  |
| 1124                                         | 天 治                                                                               | Tenji                                        | també Tenchi                                                                             |  |
| 1126                                         | 大治                                                                                | Daiji                                        | també Taiji                                                                              |  |
| 1131                                         | 天 承                                                                               | Tenshō                                       | també Tenjo                                                                              |  |
| 1132                                         | 长 承                                                                               | Chōshō                                       | també xokha                                                                              |  |
| 1135                                         | 保 延                                                                               | Hoen                                         |                                                                                          |  |
| 1141                                         | 永 治                                                                               | Eiji                                         |                                                                                          |  |
| 1142                                         | 康 治                                                                               | Kōji                                         | Emperador Kono, 1142-1155.                                                               |  |
| 1144                                         | 天 养                                                                               | Ten'yō                                       | també Tennyō                                                                             |  |
| 1145                                         | 久 安                                                                               | Kyūan                                        |                                                                                          |  |
| 1151                                         | 仁 平                                                                               | Ninpei                                       | també Ninpyō o Ninbyō o Ninhyō o Ninhei                                                  |  |
| 1154                                         | 久 寿                                                                               | Kyūju                                        | Emperador Go-Shirakawa, 1155-1158.                                                       |  |
| 1156                                         | 保 元                                                                               | Hogen                                        | també Hogen; emperador Nijo, 1158-1165.                                                  |  |
| 1159                                         | 平 治                                                                               | Heiji                                        | també Byōji                                                                              |  |
| 1160                                         | 永 暦                                                                               | Eiryaku                                      | també Yōryaku                                                                            |  |
| 1161                                         | 応 保                                                                               | Ōhō                                          |                                                                                          |  |
| 1163                                         | 长 寛                                                                               | Chok                                         | també Chōgan                                                                             |  |
| 1165                                         | 永 万                                                                               | Eiman                                        | també Yoman; emperador Rokujō, 1165-1168.                                                |  |
| 1166                                         | 仁 安                                                                               | Nin'an                                       | també Ninna; Emperador Takakura, 1168-1180.                                              |  |
| 1169                                         | 嘉 応                                                                               | Kao                                          |                                                                                          |  |
| 1171                                         | 承安                                                                                | Joan                                         | també Shoan                                                                              |  |
| 1175                                         | 安 元                                                                               | Angen                                        |                                                                                          |  |
| 1177                                         | 治 承                                                                               | JISH                                         | també Kano o Chishō; emperador Antoku, 1180-1185.                                        |  |
| 1181                                         | 养 和                                                                               | Yōwa                                         |                                                                                          |  |
| 1182                                         | 寿 永                                                                               | Juei                                         | Emperador Go-Toba, 1183-1198.                                                            |  |
| 1184                                         | 元 暦                                                                               | Genryaku                                     |                                                                                          |  |
| 1185                                         | 文治                                                                                | Bunji                                        | també Monchi                                                                             |  |
| 1190                                         | 建 久                                                                               | Kenkyū                                       | Emperador Tsuchimikado, 1198-1210.                                                       |  |
| Període Kamakura (1192-1333)                 |                                                                                     |                                              |                                                                                          |  |
| 1199                                         | 正治                                                                                | Shōji                                        |                                                                                          |  |
| 1201                                         | 建 仁                                                                               | Kennin                                       |                                                                                          |  |
| 1204                                         | 元 久                                                                               | Genkyū                                       |                                                                                          |  |
| 1206                                         | 建 永                                                                               | Ken'ei                                       | també Ken'yō                                                                             |  |
| 1207                                         | 承 元                                                                               | Jōgen                                        | també Shogo; emperador Juntoku, 1210-1221.                                               |  |
| 1211                                         | 建 暦                                                                               | Kenryaku                                     |                                                                                          |  |
| 1213                                         | 建 保                                                                               | Kenpo                                        | també Kenhō                                                                              |  |
| 1219                                         | 承 久                                                                               | Jōkyū                                        | també Shōkyū; emperador Chukyo, 1221;. Emperador Go-Horikawa, 1221-1232.                 |  |
| 1222                                         | 贞 応                                                                               | Joo                                          | també Teio                                                                               |  |
| 1224                                         | 元 仁                                                                               | Gennin                                       |                                                                                          |  |
| 1225                                         | 嘉禄                                                                                | Karoku                                       |                                                                                          |  |
| 1227                                         | 安贞                                                                                | Antei                                        | també Anjō                                                                               |  |
| 1229                                         | 寛 喜                                                                               | Kangi                                        | també kanki                                                                              |  |
| 1232                                         | 贞 永                                                                               | Joei                                         | també Teiei; emperador Shijo, 1232-1242.                                                 |  |
| 1233                                         | 天 福                                                                               | Tenpuku                                      | també Tenfuku                                                                            |  |
| 1234                                         | 文 暦                                                                               | Bunryaku                                     | també Monryaku or Monreki                                                                |  |
| 1235                                         | 嘉 祯                                                                               | Katei                                        |                                                                                          |  |
| 1238                                         | 暦 仁                                                                               | Ryakunin                                     | també Rekinin                                                                            |  |
| 1239                                         | 延 応                                                                               | En'ō                                         | també Enno                                                                               |  |
| 1240                                         | 仁 治                                                                               | Ninji                                        | també Ninchi; Emperador Go-Saga, 1242-1246.                                              |  |
| 1243                                         | 寛 元                                                                               | Kang                                         | Emperador Go-Fukakusa, 1246-1260.                                                        |  |
| 1247                                         | 宝 治                                                                               | Hōji                                         |                                                                                          |  |
| 1249                                         | 建 长                                                                               | Kenchō                                       |                                                                                          |  |
| 1256                                         | 康 元                                                                               | Kogen                                        | Emperador Kameyama, 1260-1274.                                                           |  |
| 1257                                         | 正 嘉                                                                               | Shoka                                        |                                                                                          |  |
| 1259                                         | 正 元                                                                               | Shogo                                        |                                                                                          |  |
| 1260                                         | 文 応                                                                               | Bun'ō                                        | també Bunn                                                                               |  |
| 1261                                         | 弘 长                                                                               | Koch                                         |                                                                                          |  |
| 1264                                         | 文 永                                                                               | Bun'ei                                       | Emperador Go-Uda, 1274-1287.                                                             |  |
| 1275                                         | 建 治                                                                               | Kenji                                        |                                                                                          |  |
| 1278                                         | 弘安                                                                                | Koan                                         | Emperador Fushimi, 1287-1298.                                                            |  |
| 1288                                         | 正 応                                                                               | Shoo                                         |                                                                                          |  |
| 1293                                         | 永仁                                                                                | Einin                                        | Emperador Go-Fushimi, 1298-1301.                                                         |  |
| 1299                                         | 正 安                                                                               | Shoan                                        | Emperador Go-Nijo, 1301-1308.                                                            |  |
| 1302                                         | 乾元                                                                                | Keng                                         |                                                                                          |  |
| 1303                                         | 嘉 元                                                                               | Kagen                                        |                                                                                          |  |
| 1306                                         | 徳 治                                                                               | Tokuji                                       |                                                                                          |  |
| 1308                                         | 延庆                                                                                | Enkyō                                        | també Engyō o Enkei; Emperador Hanazono, 1308-1318.                                      |  |
| 1311                                         | 応 长                                                                               | Vuit                                         |                                                                                          |  |
| 1312                                         | 正 和                                                                               | Showa                                        |                                                                                          |  |
| 1317                                         | 文 保                                                                               | Bunpō                                        | també Bunhō; Emperador Go-Daigo, 1318-1339.                                              |  |
| 1319                                         | 元 応                                                                               | Gen'ō                                        | també Genna                                                                              |  |
| 1321                                         | 元亨                                                                                | Genkō                                        |                                                                                          |  |
| 1324                                         | 正中                                                                                | Shōchū                                       |                                                                                          |  |
| 1326                                         | 嘉 暦                                                                               | Karyaku                                      |                                                                                          |  |
| 1329                                         | 元 徳                                                                               | Gentoku                                      |                                                                                          |  |
| 1331                                         | 元 弘                                                                               | Genkō                                        |                                                                                          |  |
| 1334                                         | 建武                                                                                | Kenmu                                        | també Kenbu                                                                              |  |
| Període Nanbokuchō (1334-1392)               |                                                                                     |                                              |                                                                                          |  |
| * Nanboku-cho Cort del Sud                   |                                                                                     |                                              |                                                                                          |  |
| 1336                                         | 延 元                                                                               | Engen                                        |                                                                                          |  |
| 1340                                         | 兴国                                                                                | Kōkoku                                       |                                                                                          |  |
| 1346                                         | 正 平                                                                               | Shohei                                       |                                                                                          |  |
| 1370                                         | 建 徳                                                                               | Kentoku                                      |                                                                                          |  |
| 1372                                         | 文 中                                                                               | Bunchū                                       |                                                                                          |  |
| 1375                                         | 天授                                                                                | Tenju                                        |                                                                                          |  |
| 1381                                         | 弘 和                                                                               | kowa                                         |                                                                                          |  |
| 1384                                         | 元 中                                                                               | Genchū                                       | Genchū 9 es converteix en Meitoku 3 després de la reunificació Nanboku-cho               |  |
| * Nanboku-cho Cort del Nord                  |                                                                                     |                                              |                                                                                          |  |
| 1332                                         | 正 庆                                                                               | Shōkei                                       | també Shōkyō                                                                             |  |
| 1333                                         | No va existir Cort del Nord entre 1333 i 1336, no s'aplica nom de era de 1333-1338. |                                              |                                                                                          |  |
| 1338                                         | 暦応                                                                                | Ryakuō                                       | també Rekiô                                                                              |  |
| 1342                                         | 康永                                                                                | Kōei                                         |                                                                                          |  |
| 1345                                         | 貞和                                                                                | Jōwa                                         | també Teiwa                                                                              |  |
| 1350                                         | 観応                                                                                | Kannō                                        | també Kan'ō                                                                              |  |
| 1352                                         | 文和                                                                                | Bunna                                        | també Bunwa                                                                              |  |
| 1356                                         | 延文                                                                                | Enbun                                        |                                                                                          |  |
| 1361                                         | 康安                                                                                | Kōan                                         |                                                                                          |  |
| 1362                                         | 貞治                                                                                | Jōji                                         | també Teiji                                                                              |  |
| 1368                                         | 応安                                                                                | Ōan                                          |                                                                                          |  |
| 1375                                         | 永和                                                                                | Eiwa                                         |                                                                                          |  |
| 1379                                         | 康暦                                                                                | Kōryaku                                      |                                                                                          |  |
| 1381                                         | 永徳                                                                                | Eitoku                                       |                                                                                          |  |
| 1384                                         | 至徳                                                                                | Shitoku                                      |                                                                                          |  |
| 1387                                         | 嘉庆                                                                                | Kakei                                        | també Kakyō                                                                              |  |
| 1389                                         | 康応                                                                                | Kōō                                          |                                                                                          |  |
| 1390                                         | 明徳                                                                                | Meitoku                                      | Meitoku 3 reemplaça Genchū 9 després de la reunificació Nanboku-cho                      |  |
| Període Muromachi (1392-1573)                |                                                                                     |                                              |                                                                                          |  |
| 1394                                         | 応永                                                                                | Ōei                                          | Emperador Shoko, 1412-1428.                                                              |  |
| 1428                                         | 正長                                                                                | Shōchō                                       | Emperador Go-Hanazono, 1428-1464.                                                        |  |
| 1429                                         | 永享                                                                                | Eikyō                                        | també Eiko                                                                               |  |
| 1441                                         | 嘉吉                                                                                | Kakitsu                                      | també Kakichi                                                                            |  |
| 1444                                         | 文安                                                                                | Bun'an                                       | també Bunnen                                                                             |  |
| 1449                                         | 宝徳                                                                                | Hōtoku                                       |                                                                                          |  |
| 1452                                         | 享徳                                                                                | Kyōtoku                                      |                                                                                          |  |
| 1455                                         | 康正                                                                                | Kōshō                                        |                                                                                          |  |
| 1457                                         | 長禄                                                                                | Chōroku                                      |                                                                                          |  |
| 1460                                         | 寛正                                                                                | Kanshō                                       | Emperador Go-Tsuchimikado, 1464-1500.                                                    |  |
| 1466                                         | 文正                                                                                | Bunshō                                       | també Monshō                                                                             |  |
| 1467                                         | 応仁                                                                                | Ōnin                                         |                                                                                          |  |
| 1469                                         | 文明                                                                                | Bunmei                                       |                                                                                          |  |
| 1487                                         | 長享                                                                                | Chōkyō                                       |                                                                                          |  |
| 1489                                         | 延徳                                                                                | Entoku                                       |                                                                                          |  |
| 1492                                         | 明応                                                                                | Meiō                                         | Emperador Go-Kashiwabara, 1500-1526.                                                     |  |
| 1501                                         | 文亀                                                                                | Bunki                                        |                                                                                          |  |
| 1504                                         | 永正                                                                                | Eishō                                        |                                                                                          |  |
| 1521                                         | 大永                                                                                | Daiei                                        | Emperador Go-Nara, 1526-1557.                                                            |  |
| 1528                                         | 享禄                                                                                | Kyōroku                                      |                                                                                          |  |
| 1532                                         | 天文                                                                                | Tenbun                                       | també Tenmon                                                                             |  |
| 1555                                         | 弘治                                                                                | Kōji                                         | Emperador Ōgimachi, 1557-1586.                                                           |  |
| 1558                                         | 永禄                                                                                | Eiroku                                       |                                                                                          |  |
| 1570                                         | 元亀                                                                                | Genki                                        |                                                                                          |  |
| Període Azuchi-Momoyama (1573-1603)          |                                                                                     |                                              |                                                                                          |  |
| 1573                                         | 天正                                                                                | Tenshō                                       | Emperador Go-Yōzei, 1586-1611.                                                           |  |
| 1592                                         | 文禄                                                                                | Bunroku                                      |                                                                                          |  |
| 1596                                         | 慶長                                                                                | Keichō                                       | també Kyōchō; Emperador Go-Mizunoo, 1611-1629.                                           |  |
| Període Edo (1603-1867)                      |                                                                                     |                                              |                                                                                          |  |
| 1615                                         | 元和                                                                                | Genna                                        | també Genwa                                                                              |  |
| 1624                                         | 寛永                                                                                | Kan'ei                                       | Emperadriu Meishō, 1629-1643; Emperor Go-Kōmyō, 1643-1654.                               |  |
| 1644                                         | 正保                                                                                | Shōhō                                        |                                                                                          |  |
| 1648                                         | 慶安                                                                                | Keian                                        | també Kyōan                                                                              |  |
| 1652                                         | 承応                                                                                | Jōō                                          | també Shoo; Go-Sai, 1655-1663.                                                           |  |
| 1655                                         | 明暦                                                                                | Meireki                                      | també Myōryaku or Meiryaku                                                               |  |
| 1658                                         | 万治                                                                                | Manji                                        |                                                                                          |  |
| 1661                                         | 寛文                                                                                | Kanbun                                       | Emperador Reigen, 1663-1687.                                                             |  |
| 1673                                         | 延宝                                                                                | Enpō                                         | també Enhō                                                                               |  |
| 1681                                         | 天和                                                                                | Tenna                                        | també Tenwa                                                                              |  |
| 1684                                         | 貞享                                                                                | Jōkyō                                        | Emperador Higashiyama, 1687-1709.                                                        |  |
| 1688                                         | 元禄                                                                                | Genroku                                      |                                                                                          |  |
| 1704                                         | 宝永                                                                                | Hōei                                         | Emperador Nakamikado, 1709-1735.                                                         |  |
| 1711                                         | 正徳                                                                                | Shōtoku                                      |                                                                                          |  |
| 1716                                         | 享保                                                                                | Kyōhō                                        | Emperador Sakuramachi, 1735-1747.                                                        |  |
| 1736                                         | 元文                                                                                | Genbun                                       |                                                                                          |  |
| 1741                                         | 寛保                                                                                | Kanpō                                        | també Kanhō                                                                              |  |
| 1744                                         | 延享                                                                                | Enkyō                                        | Emperador Momozono, 1747-1762.                                                           |  |
| 1748                                         | 寛延                                                                                | Kan'en                                       |                                                                                          |  |
| 1751                                         | 宝暦                                                                                | Hōreki                                       | també Hōryaku; Emperatriz Go-Sakuramachi, 1762-1771.                                     |  |
| 1764                                         | 明和                                                                                | Meiwa                                        | Emperador Go-Momozono, 1771-1779.                                                        |  |
| 1772                                         | 安永                                                                                | An'ei                                        | Emperador Kōkaku, 1780-1817.                                                             |  |
| 1781                                         | 天明                                                                                | Tenmei                                       |                                                                                          |  |
| 1789                                         | 寛政                                                                                | Kansei                                       |                                                                                          |  |
| 1801                                         | 享和                                                                                | Kyōwa                                        |                                                                                          |  |
| 1804                                         | 文化                                                                                | Bunka                                        | Emperador Ninkō, 1817-1846.                                                              |  |
| 1818                                         | 文政                                                                                | Bunsei                                       |                                                                                          |  |
| 1830                                         | 天保                                                                                | Tenpō                                        | també Tenho                                                                              |  |
| 1844                                         | 弘化                                                                                | Kōka                                         | Emperador Kōmei, 1846-1867.                                                              |  |
| 1848                                         | 嘉永                                                                                | Kaei                                         |                                                                                          |  |
| 1854                                         | 安政                                                                                | Ansei                                        |                                                                                          |  |
| 1860                                         | 万延                                                                                | Man'en                                       |                                                                                          |  |
| 1861                                         | 文久                                                                                | Bunkyū                                       |                                                                                          |  |
| 1864                                         | 元治                                                                                | Genji                                        |                                                                                          |  |
| 1865                                         | 慶応                                                                                | Keiō                                         | Emperador Meiji, 1867-1868.                                                              |  |
| Japó modern (1868-present)                   |                                                                                     |                                              |                                                                                          |  |
| 1868                                         | 明治                                                                                | Meiji                                        | Emperador Meiji, 1868-1912.                                                              |  |
| 1912                                         | 大正                                                                                | Taishō                                       | Emperador Taishō, 1912-1926.                                                             |  |
| 1926                                         | 昭和                                                                                | Showa                                        | Emperador Showa, 1926-1989.                                                              |  |
| 1989                                         | 平成                                                                                | Heisei                                       | Emperador Akihito, 1989-2019.                                                            |  |
| 2019                                         | 令和                                                                                | Reiwa                                        | Emperador Naruhito, 2019-present.                                                        |  |